# Mpimba (periodiskt vattendrag i Burundi, lat -3,40, long 29,37)
Mpimba är ett periodiskt vattendrag i Burundi. Det ligger i den västra delen av landet.
Omgivningarna runt Mpimba är en mosaik av jordbruksmark och naturlig växtlighet. Runt Mpimba är det tätbefolkat, med 613 invånare per kvadratkilometer.